# David Lundberg
Johan David Lundberg, född 2 juni 1895 i Hälleviksstrand, död 18 januari 1970 i Vänersborg, var en svensk målare.
Han var son till disponenten Lars Lundberg och Charlotta Sundberg och från 1928 gift med Anna Hedvig Jonsson. Lundberg studerade vid Slöjdföreningens skola i Göteborg 1921 och bedrev därefter självstudier under resor i Europa. Separat ställde han bland annat ut i Uddevalla, Trollhättan, Göteborg och Vänersborg. Hans konst består av stilleben, figurmålningar, porträtt och landskapsmålningar från Bohuslän. Lundberg är representerad vid Bohusläns museum och Reykjaviks museum.